# نجف دریابندری
نجفِ دریابندری (۱ شهریور ۱۳۰۸ در آبادان – ۱۵ اردیبهشت ۱۳۹۹ در تهران) متفکّر، مترجم و نویسندۀ ایرانی بود. برگردان(Transcreation) کتاب‌های وداع با اسلحه و پیرمرد و دریا نوشته ارنست همینگوی، از جمله برگردان‌های شناخته شدۀ او هستند.

## زندگی و زمانه

### آغاز زندگی
نجف دریابندری فرزند ناخدا خلف دریابندری (زادۀ چاه‌کوتاه) و مریم (زادۀ بوشهر) است. سال تولد نجف دریابندری، ۱۳۰۸ در آبادان آورده شده است. به گفتۀ خودش در سال ۱۳۰۷ در محلۀ حمام جرمنی آبادان زاده شده، اما سال تولد در شناسنامه‌اش ۱۳۰۸ نوشته شد. دورهٔ ابتدایی را در مدرسه ۱۷ دی گذرانده و وارد دبیرستان رازی آبادان شد. او در سال سوم دبیرستان تحصیل را رها کرد و به دنبال کار رفت.
حضور انگلیسی‌ها در تأسیسات نفتی آبادان و رفت و آمد آنان در سطح شهر و کاربرد آن زبان، وی را به یادگیری زبان انگلیسی علاقه‌مند ساخت به گونه ای که این زبان را به‌طور خودآموز با تماشای فیلم‌های زبان اصلی برای کارمندان انگلیسی شرکت نفت و گفتگو با انگلیسی‌ها آموخت.

### نخستین ترجمه
نجف دریابندری در سال ۱۳۳۱ نخستین اثر خود را که برگردان کتاب وداع با اسلحه، نوشتهٔ ارنست همینگوی بود، برای چاپ به تهران فرستاد. او این کتاب را از ابراهیم گلستان گرفته و دیگر به او پس نداده بود.

### زندان
نجف دریابندری همزمان با چاپ این کتاب در سال ۱۳۳۳ به دلیل عضویت در حزب توده ایران در آبادان دستگیر شد. به‌گفتهٔ ابراهیم گلستان، دلیل حساسیت بیشتر روی نجف دریابندری، جدا از عضویت وی در حزب توده، یکی چاپ کتاب وداع با اسلحه بود که شک عضویت او در جمعیت ایرانی هواداران صلح (از سازمان‌های وابسته به حزب توده) را تقویت می‌کرد‌. او تا پای اعدام رفت اما در نهایت به زندان محکوم شد. و پس از یک سال به زندان تهران منتقل شد. نجف دریابندری در زندان به مسائل فلسفی علاقه‌مند شد و در آن مدت، کتاب تاریخ فلسفه غرب اثر برتراند راسل را به فارسی برگرداند که بعدها توسط انتشارات سخن به چاپ رسید. وی پس از تحمل چهار سال زندان، در سال ۱۳۳۷ آزاد شد و به کارهای گوناگون روی آورد. پس از زندان، رابطۀ او با حزب توده پایدار نماند.

### آزادی و کار
نجف دریابندری در نهایت به عنوان سردبیر در مؤسسه انتشارات فرانکلین مشغول به کار شد. در آنجا به برگردان آثار ادبی رمان‌نویسان و نمایشنامه‌نویسان سرشناس آمریکایی پرداخت و کتاب‌هایی همچون پیرمرد و دریا اثر ارنست همینگوی و ماجراهای هاکلبری فین اثر مارک تواین را به فارسی برگرداند.
دریابندری مدت ۱۷ سال با مؤسسهٔ فرانکلین همکاری کرد و در حدود سال ۱۳۵۴ همکاری خود را با این مؤسسه قطع کرد. پس از آن برای برگردان متون فیلم‌های خارجی با سازمان رادیو تلویزیون ملی ایران قرارداد بست. پس از انقلاب ۱۳۵۷ ایران از این کار نیز کناره گرفت و به‌طور جدی به ترجمه و نویسندگی پرداخت. از جمله نوشته‌های وی می‌توان به برگردان کتاب‌های یک گل سرخ برای امیلی و گوربه‌گور نوشته ویلیام فاکنر، رگتایم و بیلی باتگیت نوشتۀ ئی.ال. دکتروف، معنی هنر از هربرت رید و پیامبر و دیوانه نوشتۀ جبران خلیل جبران اشاره کرد.

### دیدار با برتراند راسل
نجف دریابندری طی سفری که در سال ۱۳۴۲ به لندن داشت، نامه‌ای به برتراند راسل نوشت و از او خواست که با یکدیگر دیداری داشته باشند. با موافقت راسل، آنها در ۲۹ مرداد ۱۳۴۲، در خانۀ راسل واقع در پترین‌دای‌دراث (Penrhyndeudraeth) در ولز یکدیگر را ملاقات کردند. همسر اول نجف دریابندری، ژانت لازاریان نیز در این ملاقات همراه او بود.

## سبک کار
نگارش روان و خوشخوان و سبک منحصر به فرد دریابندری، به ویژه در برگردان، او را به یکی از محبوب‌ترین مترجمان ایرانی تبدیل کرده بود.
دریابندری به غیر از برتراند راسل، نوشته‌های فیلسوفان دیگری همچون آیزایا برلین را نیز به فارسی برگرداند.
طنز از درونمایه‌های نوشته‌های نجف دریابندری بود. کتاب مستطاب آشپزی، کار مشترک نجف دریابندری و همسرش فهیمه راستکار، با سبک طنز یکی از محبوب‌ترین کتاب‌های آشپزی ایران تبدیل شد تا جایی که ۳۰ بار تجدید چاپ شد.
برگردان کتاب بازمانده روز نوشته کازو ایشی گورو و لحن و زبانی که نجف دریابندری در برگردان ادبیات انگلیسی به کار برده یکی از برجسته‌ترین نمونه‌های روش یگانۀ او در ترجمه است.
دریابندری از فارسی به انگلیسی هم برگردان‌هایی دارد. از جمله برگردانِ نیمی از نسخه‌ای از اشغال بهرام بیضایی و برگردان بیشتر کتابِ درد بی‌خویشتنِ خودش که هیچیک تا کنون منتشر نشده‌اند.

## جایزهٔ ترجمه
دریابندری به مناسبت برگردان آثار ادبی آمریکایی جایزه تورنتون وایلدر از دانشگاه کلمبیا گرفت.

## ثبت ملّی
در تاریخ ۱۰ مرداد ۱۳۹۶ کمیته ملی ثبت میراث فرهنگی ناملموس در سالن کانون فرهنگی فجر تشکیل جلسه داد و در این جلسه نجف دریابندری به‌عنوان گنجینه زنده بشری در میراث خوراک در فهرست حاملان میراث ناملموس (نادره‌کاران) به‌ثبت رسید.

## زندگی شخصی
همسر نخست دریابندری، ژانت د. لازاریان، از روزنامه‌نگاران پرآوازه و گالری‌داران ارمنی‌تبار و همسر دوم او فهیمه راستکار از هنرپیشگان سینما و تئاتر و از دوبلورهای سرشناس بود. او دو فرزند از همسر نخست و یک پسر از همسر دوم خود داشت.

## بیماری
نجف دریابندری در ۲۳ آبان ۱۳۹۳ در پی سکته مغزی در آی سی یو بستری شد و پس از بهبودی حالش در ۳ آذر ۱۳۹۳ از بیمارستان مرخص شد.

## درگذشت
نجف دریابندری در ۱۵ اردیبهشت ۱۳۹۹ پس از یک دورهٔ طولانی بیماری در سن ۹۰ سالگی در تهران درگذشت.

## اسم مستعار
بر اساسِ کتابِ نامهایِ مستعارِ نویسندگان و شاعرانِ معاصرِ ایران (به قلم عباس مافی)، نجف دریابندری همچنین با امضای «مهرداد رهسپار» به نویسندگی پرداخته است.

## تألیف دربارهٔ نجف دریابندری
مهدی مظفری ساوجی سلسله گفت‌وگوهایی با نجف دریابندری انجام داده، که در قالب دو کتاب با عناوین گفت‌وگو با نجف دریابندری (انتشارات مروارید، چاپ اول، ۱۳۸۸، چاپ ششم، ۱۴۰۲) و یادداشت‌های روزانه، سی روز با نجف دریابندری (انتشارات نگاه، ۱۳۹۳، چاپ سوم، ۱۳۹۵، چاپ چهارم، با عنوان روزنوشت یک گفت‌وگو با نجف دریابندری، انتشارات مروارید، ۱۳۹۹) منتشر شده‌اند.
کتاب صوتی مستند شنیداری گفت‌وگو با نجف دریابندری حاصل حدود ۲۳ ساعت گفتگوی مهدی مظفری ساوجی با دریابندری است که سال ۱۴۰۰ توسط انتشارات ماه‌آوا منتشر شد.
سیروس علی‌نژاد معرفی جامعی از این کتاب منتشر کرده است.